# Plaire, aimer et courir vite
Plaire, aimer et courir vite è un film del 2018 scritto e diretto da Christophe Honoré.
Il film ha come protagonisti Vincent Lacoste e Pierre Deladonchamps.

## Trama
In un'estate degli anni novanta lo studente Arthur incontra lo scrittore e padre celibe Jacques. Tra i due nasce una forte passione che segnerà le loro vite.

## Distribuzione
Il film è stato presentato in concorso al Festival di Cannes il 10 maggio 2018 e distribuito nelle sale cinematografiche francesi lo stesso giorno. In Italia è stato proiettato al Festival MIX Milano 2019.

## Riconoscimenti
- 2018 - Festival di Cannes
  - In competizione per la Palma d'oro
  - In competizione per la Queer Palm[2]
- 2018 - Festival du film de Cabourg
  - Migliori attori a Pierre Deladonchamps e Vincent Lacoste
- 2018 - International Cinephile Society Awards
  - Miglior sceneggiatura
- 2018 - Premio Louis-Delluc